# Valfrid Lindgren
Jonas Valfrid Lindgren, född den 19 december 1859 i Burträsk, död den 25 april 1931 i Umeå, var en svensk språk- och skolman.
Lindgren avlade studentexamen vid Umeå högre allmänna läroverk 1879, kom följande år till Uppsala universitet där han 1890 promoverades till  filosofie doktor, och var 1890–1891 docent i nordiska språk. Han utnämndes 1890 till lektor vid Härnösands högre allmänna läroverk, flyttade 1896 till Gävle högre allmänna läroverk som lektor i latin och svenska, och förordnades 1901 till rektor för Umeå högre allmänna läroverk, vilket han förblev till 1925. 
Lindgren författade en synnerligen innehållsrik avhandling om sin hembygds folkspråk, Burträskmålets grammatik (I, 1890), och en mycket använd lärobok, Dansk och norsk grammatik (1894), flera lokalhistoriska avhandlingar med mera. Valfrid Lindgren är begravd på Västra kyrkogården i Umeå.